# ZBrush
ZBrush（ズィーブラシ）は、Pixologic社が開発するWindowsおよびmacOS用の3DCGソフトウェア。日本語では「ゼットブラシ」と呼称されることもあるが、公式な読み方は「ズィーブラシ」である。

## 概要
初期版は2Dペインターソフトウェアに3Dのオブジェクトへシェーディング、レンダリングなどの処理を加え合成させる2.5Dペインティングソフトという位置づけであった。現在は高度化した3Dモデリングの機能性からモデラーとしても用いられている。
映画『ロード・オブ・ザ・リング』の制作当時、コンピューター画面上での詳細なデジタルマケットの製作を模索していたWETAデジタルスタッフがZBrushのディテール表現能力に目を付け改良を打診、その結果大きくデジタルスカルプト機能が躍進した。
ポリゴンだけで複雑なディテールを表現する事はメモリ量やインタラクティブ性の問題などで難しく、効率良くハイレベルなモデルを完成させるためには、テクスチャの明度情報をモデルの凹凸に置き換えることができるディスプレイスメントや、テクスチャの明度情報によって法線をコントロールし、陰影でモデルに溝や模様を与えるノーマルマップ機能が必須である。ZBrushはこのような機能を十分に備え、他のメジャー3Dソフトとの親和性・連携のしやすさを考慮して開発されているため、映像・ゲーム業界ではほぼ標準的に利用されている。
同系統の機能を持った3Dソフトに、MudBox、3D-Coat、Sculptrisがある。なおSculptrisは作者がPixologic社に入社したため現在は同社のWEBサイトで配布されており、一部機能はZBrushに移植されている。
機能をある程度限定したサブセット版がZBrushCoreとして廉価に販売されている。ZBrushCoreは、ペンタブレットのバンドルソフトとしても提供されていた(現在は廃盤)。
発売以来アップデートは無償公開され続けていたが、2022年にPixologic社がMAXON社に買収されたのに伴い、同社のサブスクリプションプログラム「MAXON ONE」での有償提供に移行している。

## 機能
Pixol
R, G, Bに加えて深度(Z)と法線(normal)情報を持っている2.5次元のピクセルで、立体的な陰影や影を表現する事が可能。
ポリペイント
各ポリゴンの頂点にRGB値を割り付ける事で直接ポリゴンモデルへのペイントを可能にする機能。テクスチャUVマップを設定する必要が無い反面、詳細なペイントを行うには多くのポリゴン分割が必要になる。
ZSphere
作りたいモデルの大まかな形に近くなるように球体を並べて、ポリゴンに変換し、そこからペイント感覚でモデルを加工できるようにした画期的な機能。モデルの基本形状を手早く作ることが可能。バージョン2から搭載された。
Projection Master
モデルに細かな凹凸を施したり、テクスチャを描き込みやすくするために、ユーザー側からのモデルへの視点を固定する機能。これにより、モデルへのテクスチャの投影を制御している。また、アルファ画像によってブラシの形状を制御して描くこともできる。Projection Masterで精度の高い彫刻やテクスチャを制作したいなら、モデルの必要な部分をなるべく大きく表示してから実行すること。
UV Master
UVマップの設定を自動化する機能。
Dynamesh
Sculptrisから移植された機能。従来のZBrushでは大きく変形させるとポリゴンが延びてしまいスカルプトが困難になっていたが、Dynameshでボクセル変換する事でポリゴン密度が一定になり、スカルプトが可能になる。
ZRemesher
複雑なモデルからゲーム・アニメーション用に形状に沿ったローポリゴンモデルを生成する「リトポロジー」作業を自動で行う機能。カーブによるポリゴンの流れの制御やポリペイントによるポリゴン密度の調整が可能。
ZModeler
直接ポリゴン構造の編集を行う機能。